# Emir Dizdarević
Emir Dizdarević (* 2. April 1958 in Zenica) ist ein kroatischer Schachspieler.
1990 gewann er mit Jugoslawien die Schachbalkaniade in Kavala. Die bosnische Einzelmeisterschaft konnte er zweimal gewinnen: 2011 in Cazin und 2012 in Neum. Er spielte für Bosnien bei zwölf Schacholympiaden: 1992 bis 2004 und 2010 bis 2018. Außerdem nahm er fünfmal an den europäischen Mannschaftsmeisterschaften (1992 bis 1999, 2003 und 2009) teil. Bei der FIDE-Schachweltmeisterschaft 2000 gewann er in der ersten Runde gegen Lew Psachis und scheiterte er in der zweiten an Boris Gelfand.
Im Jahre 1982 wurde ihm der Titel Internationaler Meister (IM) verliehen, 1988 der Titel Großmeister (GM).
| Die zur Anzeige dieser Grafik verwendete Erweiterung wurde dauerhaft deaktiviert. Wir arbeiten aktuell daran, diese und weitere betroffene Grafiken auf ein neues Format umzustellen. (Mehr dazu) |